# 隱之书
佔有：一部愛的浪漫傳奇（英語：Possession）為A·S·拜雅特於1990年的作品，此作品分於獲得1990年布克獎及入選《卫報》评选出的「生命中不可缺少的100本書」。

## 故事內容
文學研究助理羅蘭在倫敦圖書館裡，在維多利亞時代的大詩人艾許的藏書發現了兩封信，他認出是出自艾許的手筆。信中內容表示艾許與一位神秘的女性有曖昧的關係。羅蘭邀請研究女性主義的莫德教授協助尋找與艾許通信的女性是誰，兩人根據殘餘的書信、日記等資料查出與艾許通信的人，並且追尋艾許外遊的路線，確認收信人的資料。但艾許手筆的書信是文學界的大發現，最終演變成艾許書信擁有權的爭奪戰，而羅蘭和莫德亦發展一段耐人尋味的關係。